# Bojany (Ukraina)
Bojany (ukr. Бояни, hist. Bojan) – wieś na Ukrainie, w obwodzie czerniowieckim,  w rejonie nowosielickim.
Znajdują się tu rzymskokatolicka parafia pw. św. Jana Nepomucena oraz przystanek kolejowy Bojany, położony na linii Czerniowce – Ocnița.

## Historia
Pod koniec XIX w. karczma na obszarze dworski miejscowości nosiła nazwę Mytnica.

## Urodzeni
- Roman Kajetan Ingarden
- Kajetan Stefanowicz
- Stefan Stefanowicz
- Wilhelm Stekel